# 百股街道
百股街道是中国辽宁省锦州市凌河区下辖的一个街道。

## 行政区划
百股街道下辖胜河一社区、胜河二社区、五里社区、百股村、金屯村。